# Extreme Makeover: Diet Edition
Extreme Makeover: Diet Edition è un programma televisivo prodotto negli Stati Uniti d'America dalla ABC e dall'olandese Endemol e trasmesso in Italia dai canali tv Real Time e Fox Life, nato come spin-off di Extreme Makeover.